# Никола Матийо
Никола Матийо (на френски: Nicolas Mathieu) е френски писател на произведения в жанра социална драма, трилър и криминален роман. Носител е на наградата „Гонкур“ през 2018 г.

## Биография и творчество
Никола Матийо е роден на 2 юни 1978 г. в Епинал, Гранд Ест, Франция. Прекарва детството си в Голбей, град, граничещ с Епинал във Вогезите, в крайградския квартал на работническата класа. Баща му електромеханик, а майка му е счетоводителка. Учи в частно католическо училище, където за първи път се сблъсква със сериозните социални различния между учениците, но среща и подкрепа от преподавателите си в своите първи опити в литературата. Получава магистърска степен по сценични изкуства в университета на Мец с дипломна работа на тема „Терънс Малик: портрет на режисьор като философ“. След дипломирането си работи като журналист за онлайн информационен уебсайт, деловодител в съветите за социално партньорство и на други работни места.
Първият му роман „Войната на животните“ е издаден през 2014 г. В историята синдикалистът Мартел става секретар на работническия съвет в последната автомобилна фабрика в долината Вогези. Фабриката е заплашена от затваряне и той се съюзява с борбената инспекторка по труда Рита и колегата си Брус, за да помогнат на работниците. Романът получава три литературни награди – литературна награда на Лотарингия „Еркман-Чатриан“, наградата „Мистери“ на критиката и наградата „Трансфуже“. През 2018 г. романът е екранизиран в едноименния телевизионен сериал с участието на Рошди Зем и Оливия Бонами.
През 2018 г. е издаден романът му „А след тях и децата им“. Той е история за група млади хора в измислен селски североизточен френски град засегнат от деиндустриализацията във Вогезите. В него две млади момчета – Антони, син на френски работник и Хасин, дете на марокански емигранти, влизат в тежък конфликт заради кражба на мотор, а родителите им се опитват да направят необходимото за да осигурят бъдещето им. Романът получава най-високата и престижна литературна награда „Гонкур“, както и няколко други награди, включително наградата „Гонкур в България“ на Френския институт в България. Романът става бестселър и е публикуван в над 20 страни по света.
През 2022 г. е издаден романът му „Конемара“. След години се срещат двама съученици – успялата Елен, която е успяла да избяга от провинциалната среда във Вогезите и има всичко, и Кристоф, който е останал в града и има обикновен живот. Въпреки че техните житейски стремежи и избори са диаметрално противоположни, и двамата се отдават на връзка, която им позволява да преживеят отново емоциите от младостта си. 
Никола Матийо живее в Нанси.

## Произведения

### Самостоятелни романи
- Aux animaux la guerre (2014)[2]
- Paris/Colmar (2015)
- Leurs enfants après eux (2018) – награда „Гонкур“
А след тях и децата им, изд. „Парадокс“ (2018), прев. Владимир Сунгарски
- Rose Royal (2019)
- Connemara (2022)
Конемара, изд.: ИК „ЕРА“, София (2022), прев. Радка Митова, Александра Еленкова-Оуст

### Екранизации
- 2007 Lundi histoire – тв сериал, 1 епизод
- 2018 Aux animaux la guerre – тв сериал, 6 епизода